# Râul Căpuș
Râul Căpuș este un curs de apă, afluent al râului Someșul Mic.  O cronică a unui notar anonim relatează că în secolul X Gelu, ducele românilor a fost ucis în apropierea râului Căpuș.

## Imagini

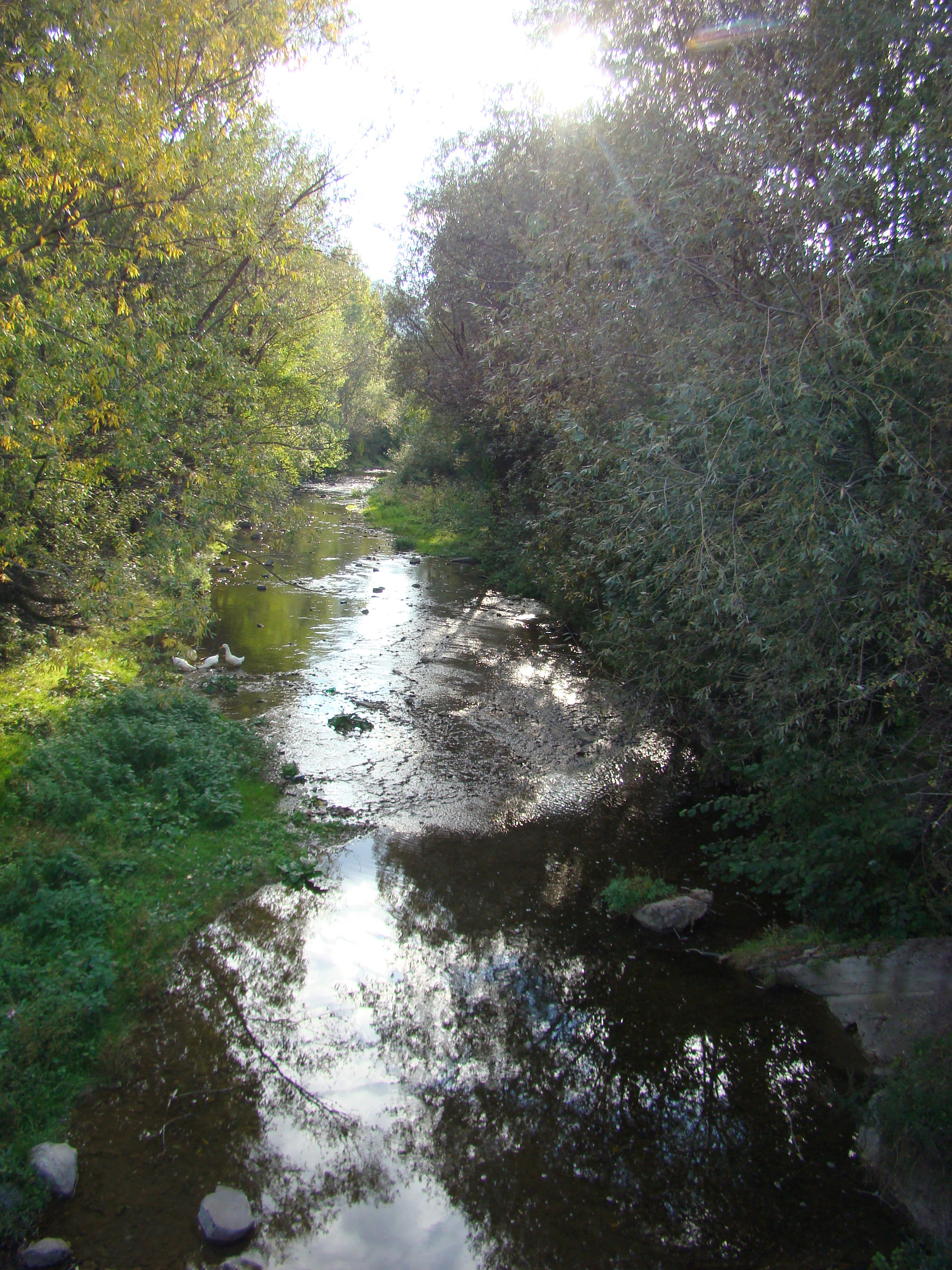
Râul Căpuș în localitatea Căpușu Mic
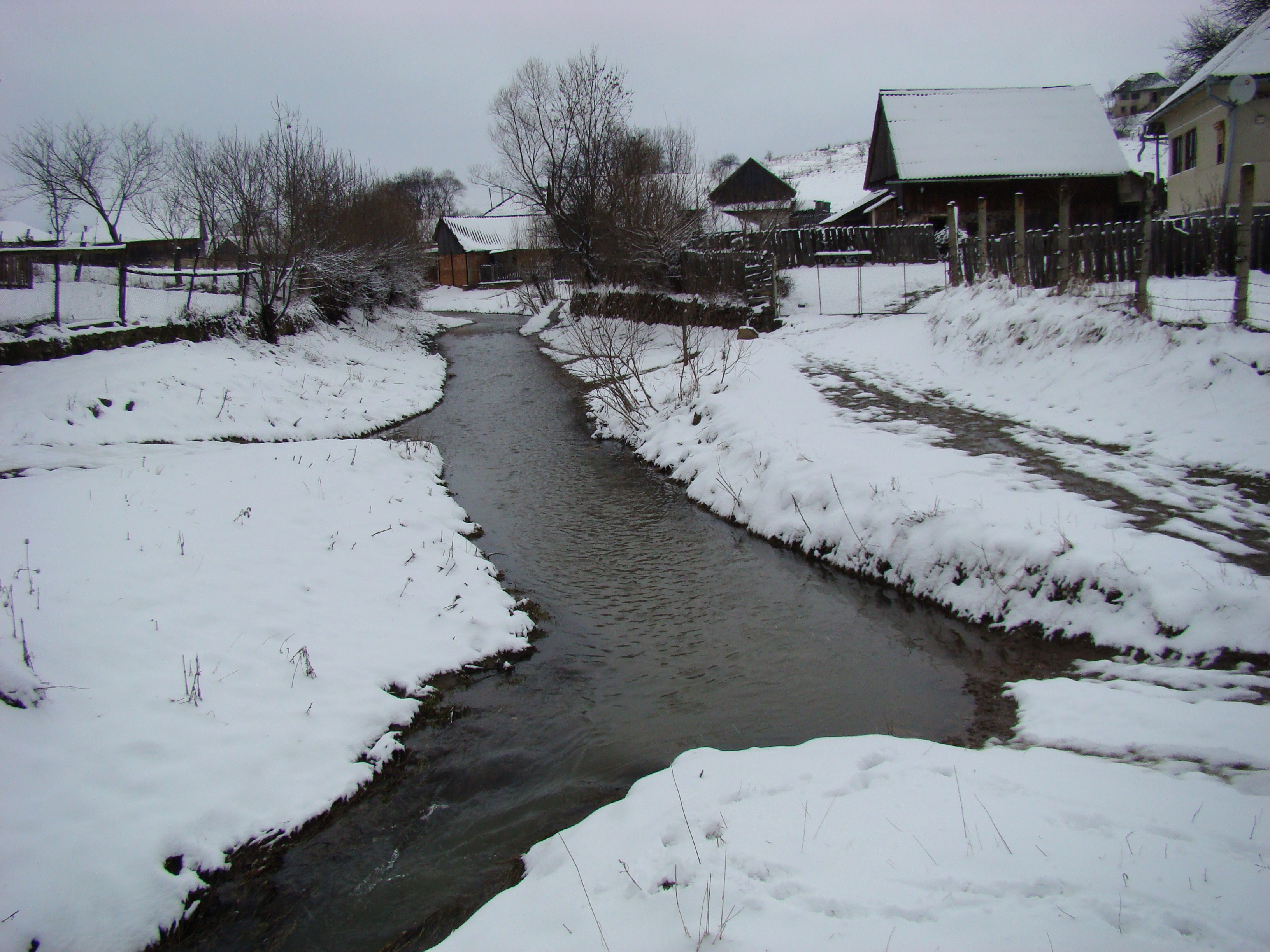
Râul Căpuș în localitatea Păniceni

1. ↑  Geographic Names Server, 11 iunie 2018